# 四倉站
四倉站（日语：／ Yotsukura eki */?）是一個位於日本福島縣磐城市四倉町字鬼越，屬於東日本旅客鐵道（JR東日本）常磐線的鐵路車站。

## 構造
對向式月台2面2線的地面車站。1號月台側為站舍，與2號月台以跨線天橋聯絡。曾經設有3號月台，位於2號月台旁。

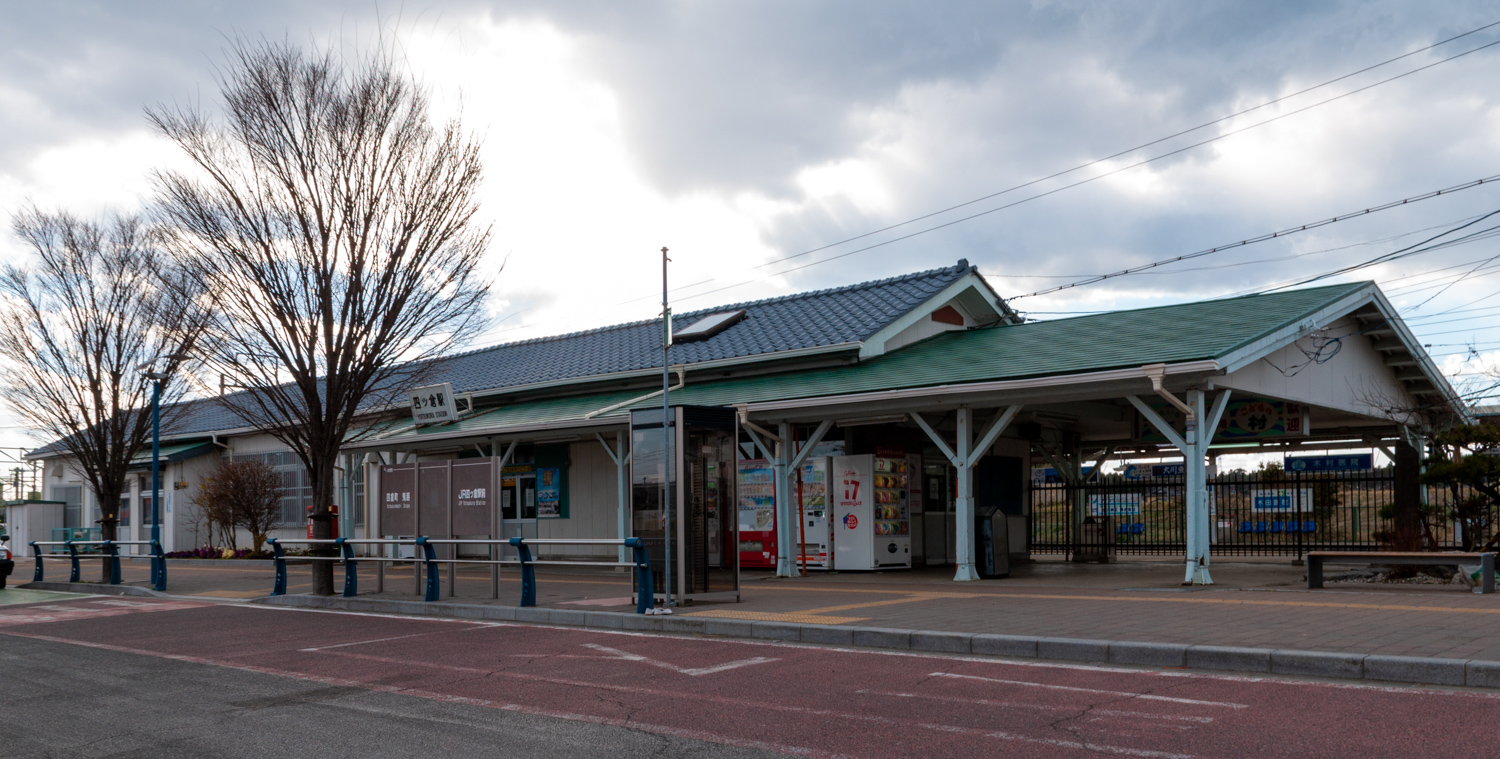
舊站舎（2011年4月）
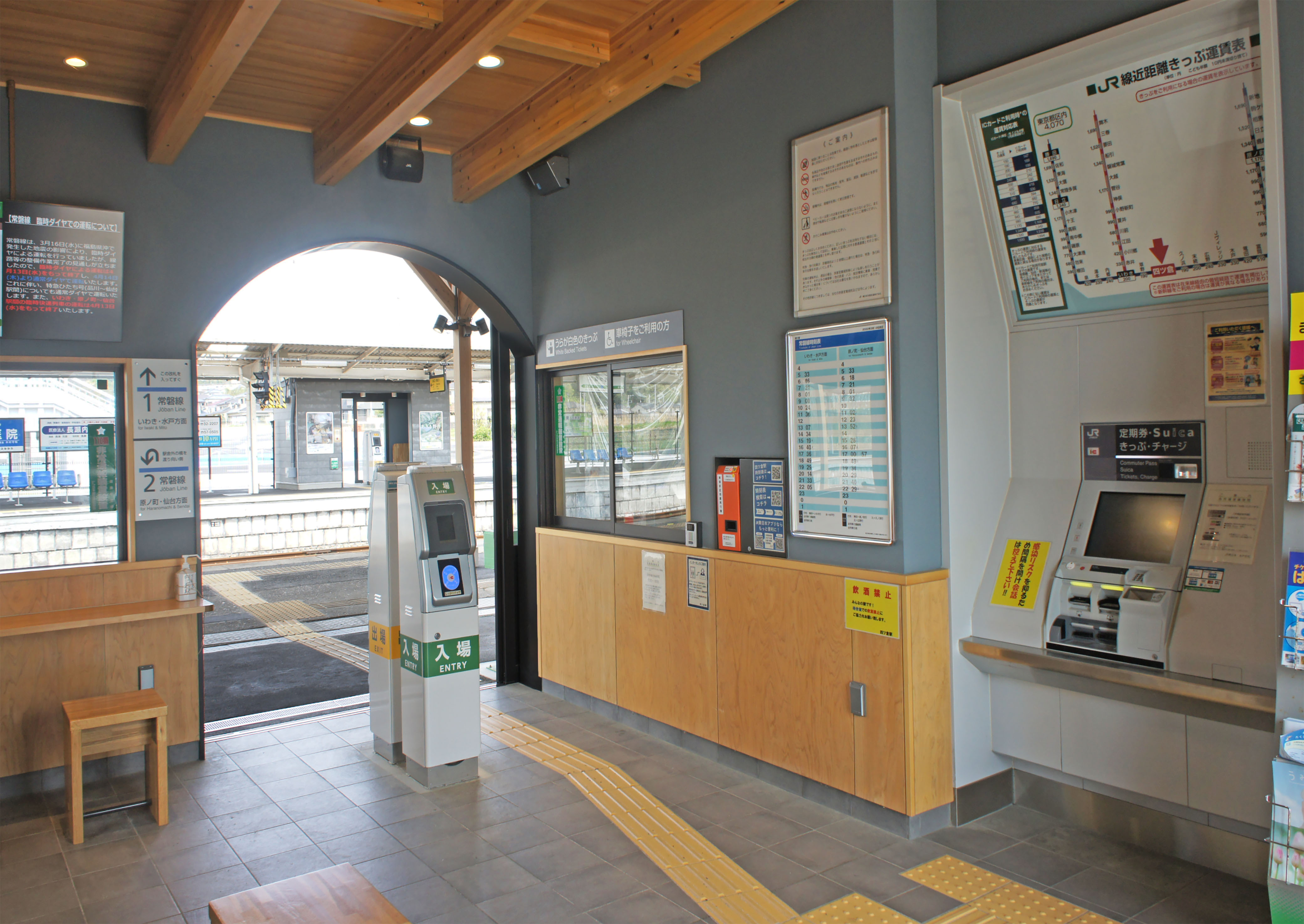
東檢票口（2022年4月）
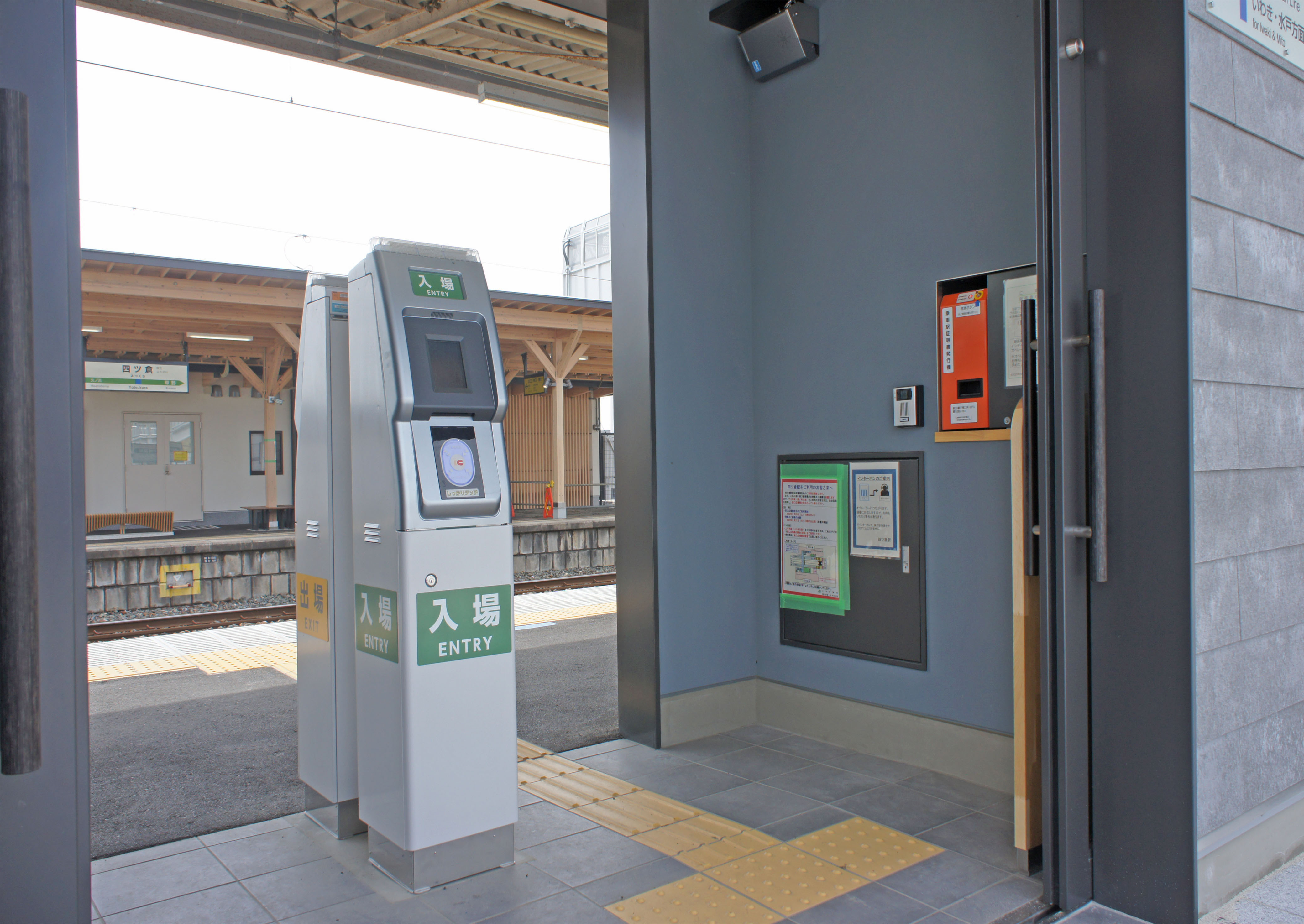
西檢票口（2022年4月）
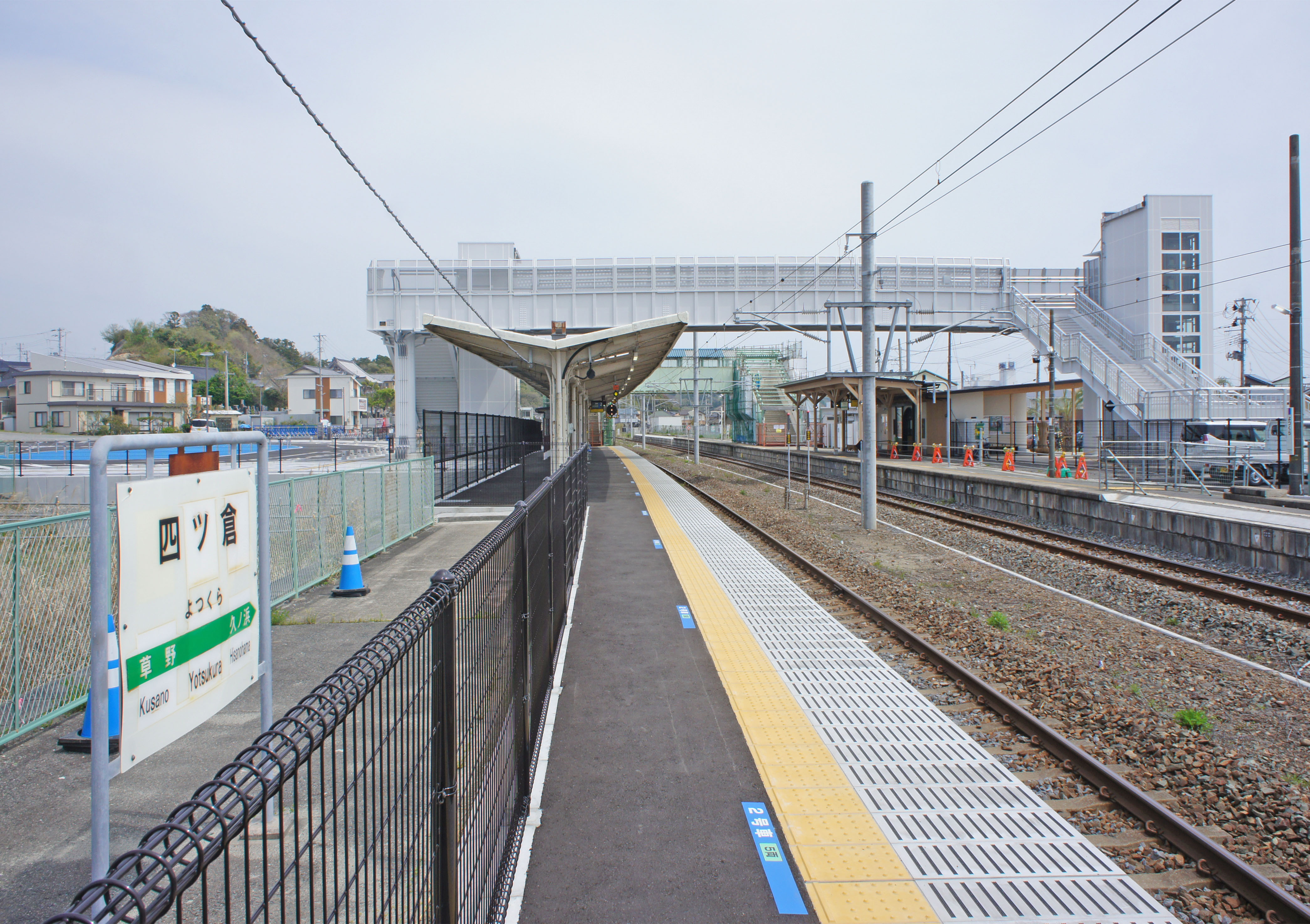
月台（2022年4月）
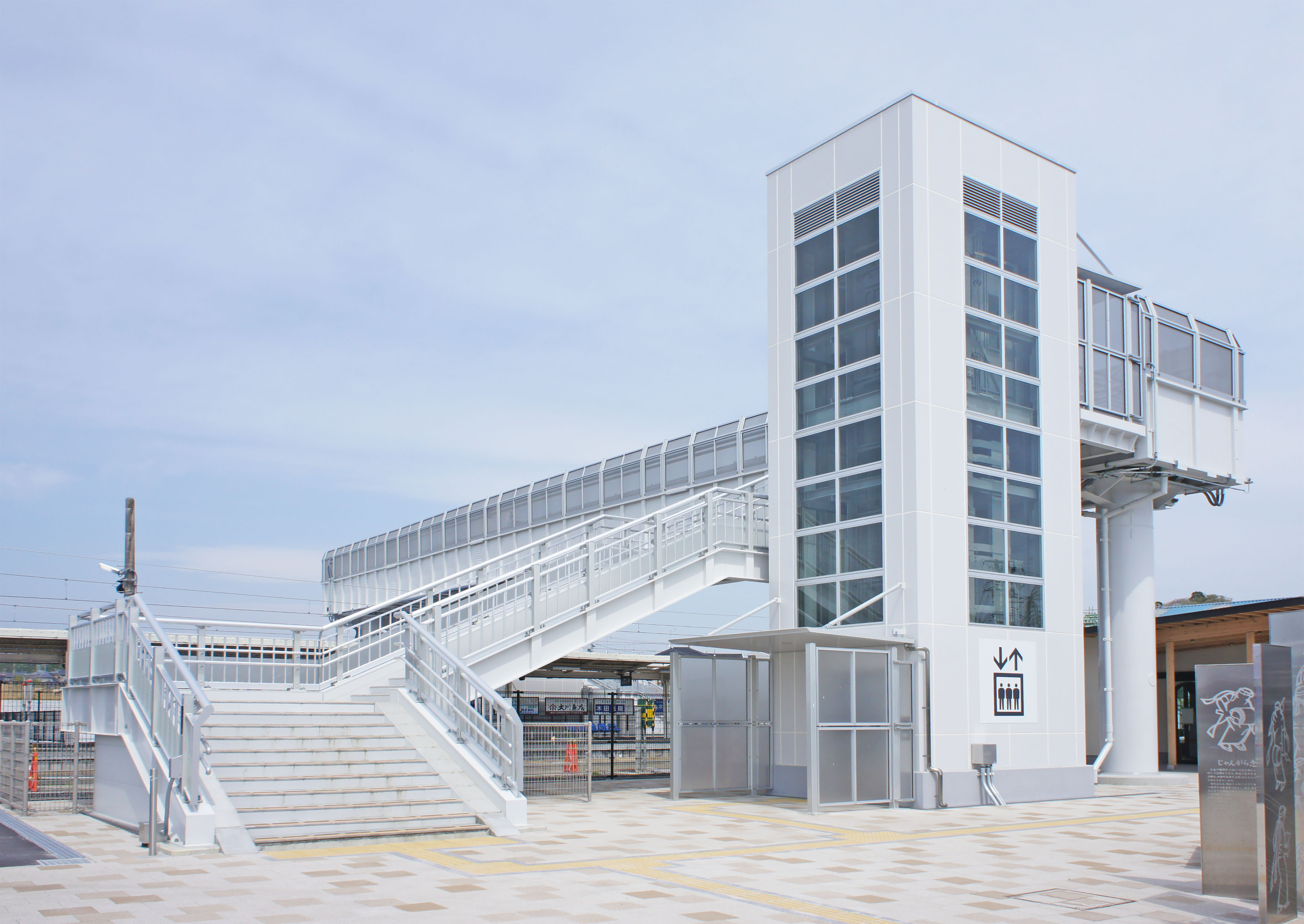
人道橋（2022年4月）

### 月台配置
| 月台 | 路線    | 方向 | 目的地           |
| ---- | ------- | ---- | ---------------- |
| 1    | ■常磐線 | 上行 | 磐城、水戶方向   |
| 2    | ■常磐線 | 下行 | 原之町、仙台方向 |

（來源：JR東日本:車站構內圖 （页面存档备份，存于））

## 使用情況
根據JR東日本，2019年度（令和元年度）1日平均上車人次為617人。
近年的推移如下表。
| 上車人次推移       | 上車人次推移     | 上車人次推移    |
| 年度               | 1日平均 上車人次 | 來源            |
| ------------------ | ---------------- | --------------- |
| 2000年（平成12年） | 1,175            | [ 利用客数 2 ]  |
| 2001年（平成13年） | 1,099            | [ 利用客数 3 ]  |
| 2002年（平成14年） | 1,074            | [ 利用客数 4 ]  |
| 2003年（平成15年） | 1,028            | [ 利用客数 5 ]  |
| 2004年（平成16年） | 1,006            | [ 利用客数 6 ]  |
| 2005年（平成17年） | 930              | [ 利用客数 7 ]  |
| 2006年（平成18年） | 893              | [ 利用客数 8 ]  |
| 2007年（平成19年） | 863              | [ 利用客数 9 ]  |
| 2008年（平成20年） | 875              | [ 利用客数 10 ] |
| 2009年（平成21年） | 839              | [ 利用客数 11 ] |
| 2010年（平成22年） | 806              | [ 利用客数 12 ] |
| 2011年（平成23年） |                  |                 |
| 2012年（平成24年） | 715              | [ 利用客数 13 ] |
| 2013年（平成25年） | 696              | [ 利用客数 14 ] |
| 2014年（平成26年） | 638              | [ 利用客数 15 ] |
| 2015年（平成27年） | 657              | [ 利用客数 16 ] |
| 2016年（平成28年） | 652              | [ 利用客数 17 ] |
| 2017年（平成29年） | 624              | [ 利用客数 18 ] |
| 2018年（平成30年） | 610              | [ 利用客数 19 ] |
| 2019年（令和元年） | 617              | [ 利用客数 1 ]  |

## 相鄰車站
東日本旅客鐵道（JR東日本）
■常磐線
草野－四倉－久之濱

### 使用情況
1. 1 2  . 東日本旅客鉄道.   [2020-07-12]. （原始内容存档于2020-07-10） （日语）.
2. ↑  . 東日本旅客鉄道.   [2019-03-04]. （原始内容存档于2019-03-27） （日语）.
3. ↑  . 東日本旅客鉄道.   [2019-03-04]. （原始内容存档于2019-03-27） （日语）.
4. ↑  . 東日本旅客鉄道.   [2019-03-04]. （原始内容存档于2019-03-27） （日语）.
5. ↑  . 東日本旅客鉄道.   [2019-03-04]. （原始内容存档于2019-03-27） （日语）.
6. ↑  . 東日本旅客鉄道.   [2019-03-04]. （原始内容存档于2019-03-27） （日语）.
7. ↑  . 東日本旅客鉄道.   [2019-03-04]. （原始内容存档于2019-03-27） （日语）.
8. ↑  . 東日本旅客鉄道.   [2019-03-04]. （原始内容存档于2019-03-27） （日语）.
9. ↑  . 東日本旅客鉄道.   [2019-03-04]. （原始内容存档于2019-04-02） （日语）.
10. ↑  . 東日本旅客鉄道.   [2019-03-04]. （原始内容存档于2019-03-27） （日语）.
11. ↑  . 東日本旅客鉄道.   [2019-03-04]. （原始内容存档于2019-03-27） （日语）.
12. ↑  . 東日本旅客鉄道.   [2019-03-04]. （原始内容存档于2019-03-27） （日语）.
13. ↑  . 東日本旅客鉄道.   [2019-03-04]. （原始内容存档于2019-03-27） （日语）.
14. ↑  . 東日本旅客鉄道.   [2019-03-04]. （原始内容存档于2017-02-08） （日语）.
15. ↑  . 東日本旅客鉄道.   [2019-03-04]. （原始内容存档于2019-04-02） （日语）.
16. ↑  . 東日本旅客鉄道.   [2019-03-04]. （原始内容存档于2019-03-23） （日语）.
17. ↑  . 東日本旅客鉄道.   [2019-03-04]. （原始内容存档于2019-03-27） （日语）.
18. ↑  . 東日本旅客鉄道.   [2018-07-06]. （原始内容存档于2019-03-25） （日语）.
19. ↑  . 東日本旅客鉄道.   [2019-07-06]. （原始内容存档于2019-07-05） （日语）.

## 外部連結
- 車站資訊（四倉）：東日本旅客鐵道（日語）